# Gymnocalycium denudatum
A Gymnocalycium denudatum a valódi kaktuszok (Cactaceae) Trichocereeae nemzetségcsoportjának Gymnocalycium nemzetségébe tartozó gömbkaktusz faj; a nemzetség Uruguayensia fajsorának tagja. Népiesen pókkaktusznak is nevezik, mert peremtövisei póklábakra hasonlítanak. Számos változata van.

## Elterjedése
Dél-Brazíliában (Rio Grande do Sul) és Argentínában (Corrientes, Misiones) honos; elterjedési területe áthúzódik Paraguayba és Uruguayba is.

## Megjelenése, felépítése
Ez a fénylő sötétzöld kaktusz 5–10 cm-esre nőhet meg. Eleinte alacsony, lapos, később egyre inkább kigömbölyödik. 5–8 széles bordája sima vagy domborulatos is lehet, az őket egymástól elválasztó vonalak mentén legömbölyödnek. Ritkásan álló areoláiból egyenként 7–10 vékony, elfekvő, sárgásfehér peremtövis nő.
Bimbója hengeres. A virágcső keskeny, a tölcsér alakú, 6–7 cm-es fehér virágok szirmai fényesek.

## Életmódja
A magoncok általában négyéves korukban fordulnak termőre.

## Gallery

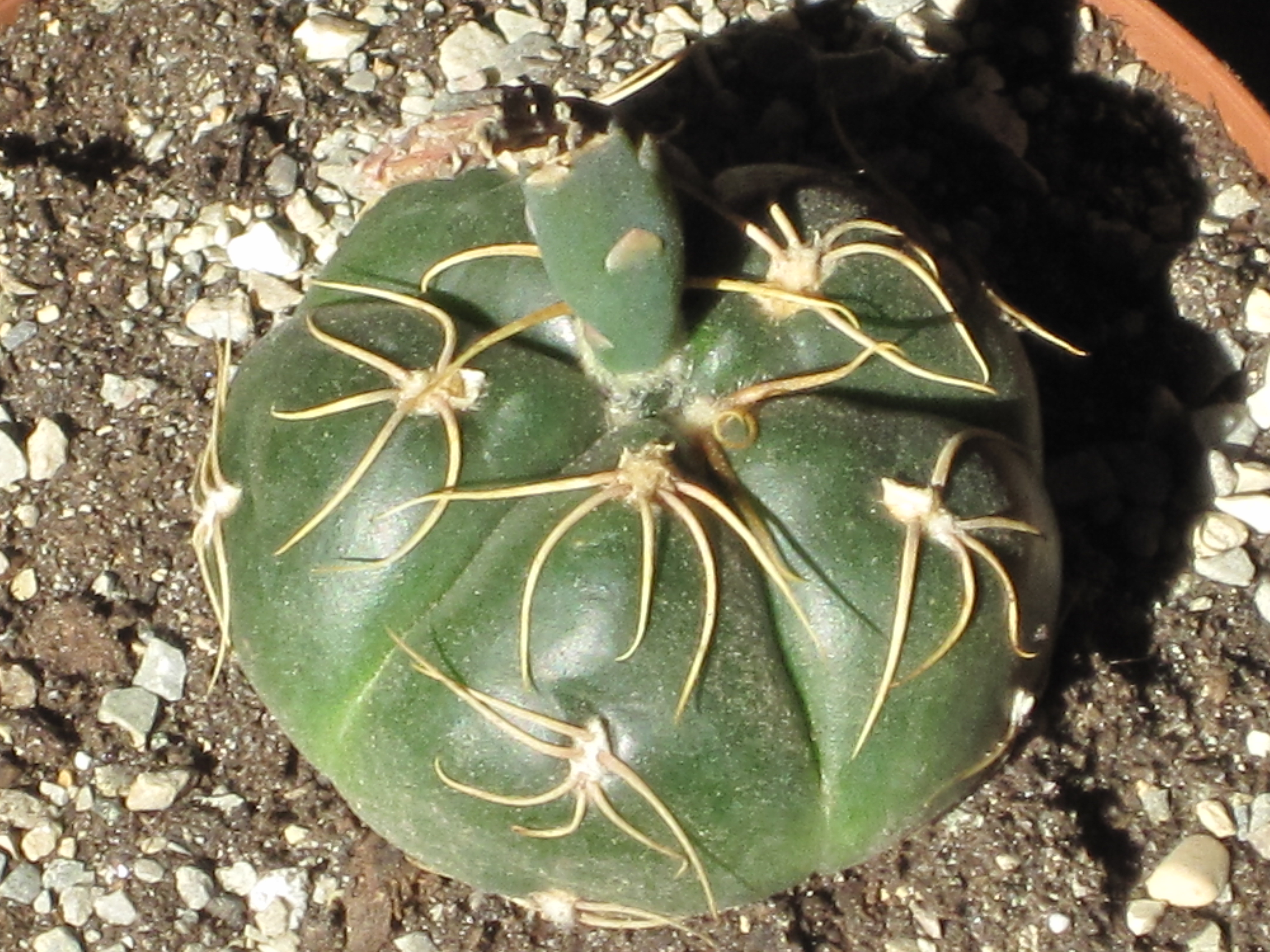
Gymnocalycium denudatum
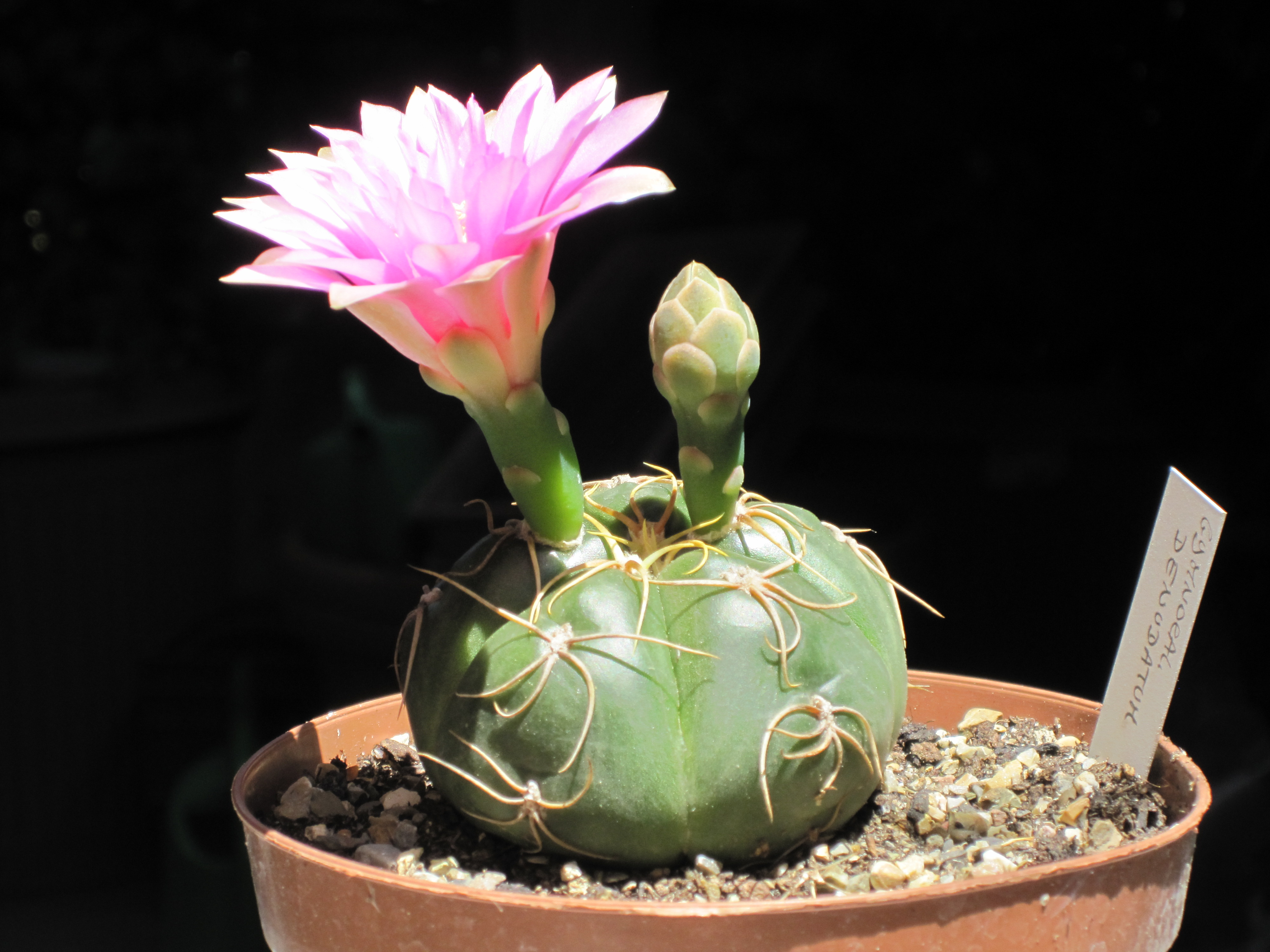
Virágos növény
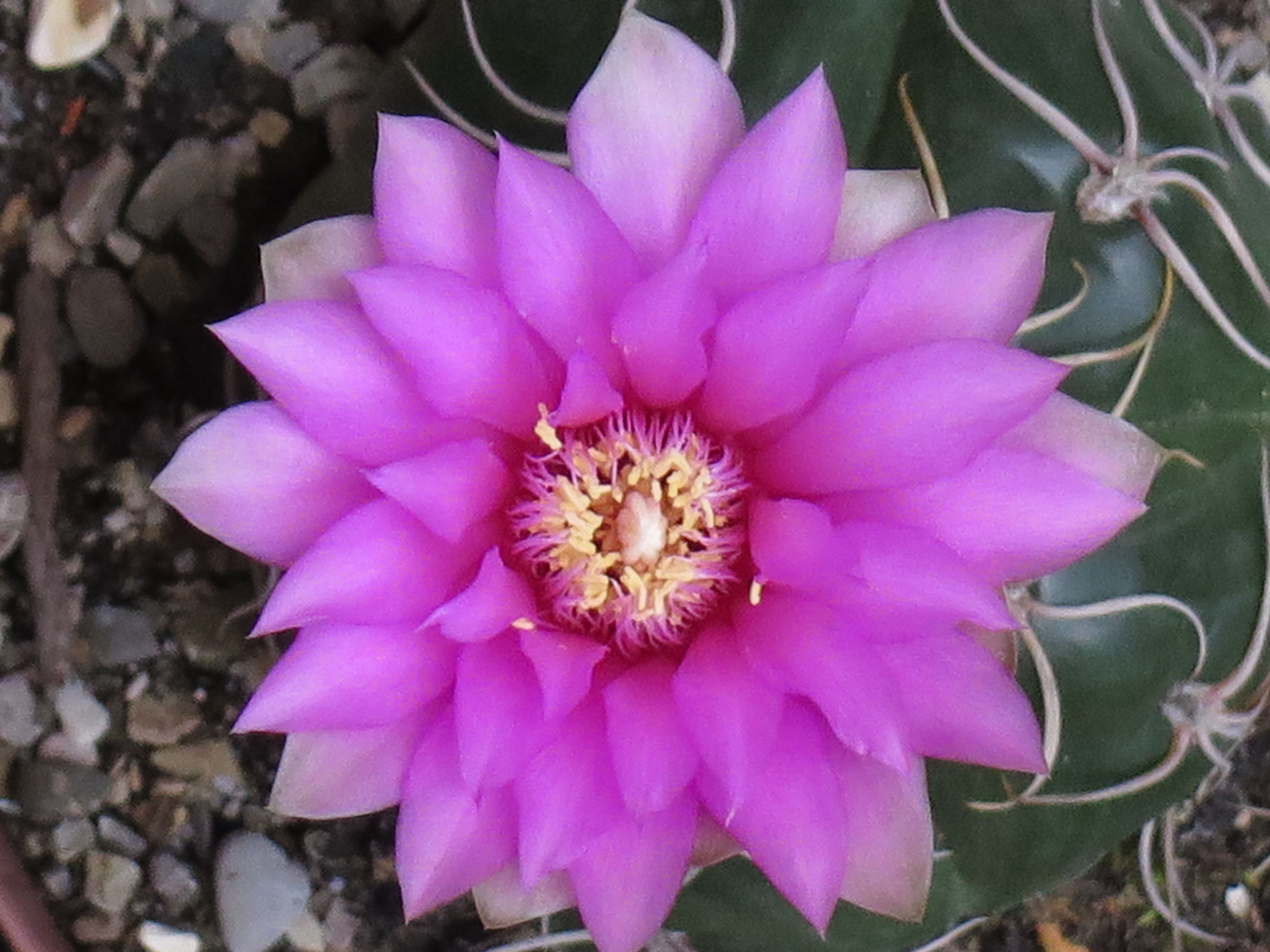
Virág